# Солнце заходит на рассвете
«Солнце заходит на рассвете» (англ. The Sun Sets at Dawn) — фильм нуар режиссёра Пола Слоуна, который вышел на экраны в 1950 году.
Фильм рассказывает о невиновном молодом человеке (Филипп Шоун), который несправедливо приговорён к смертной казни на электрическом стуле. В ночь перед казнью, пока парень рассказывает капеллану историю своей жизни, удаётся задержать настоящего преступника.
Как написал историк кино Деннис Шварц, «поэтическое название этого фильма можно объяснить следующим образом — в день казни солнце всегда заходит вместо того, чтобы вставать».
Критики невысоко оценили картину, посчитав её унылой и скучной, при этом обращалось внимание на её сильную религиозную составляющую.

## Сюжет
Поздно вечером девушка (Сэлли Парр) выходит из рейсового автобуса около кафе «Попс», хозяин которого (Хаусли Стивенсон) провожает её до автомобиля. Автомобиль доставляет девушку к начальнику тюрьмы (Говард Сент-Джон), расположенной примерно в миле от кафе. В тюрьме в камере смертников молодой парень Билл (Филип Шоун) ожидает казни, которая назначена на раннее утро. Начальник тюрьмы и его жена (Луиз Лоример) заботливо встречают девушку, сочувствуя ей и её парню. В последний раз начальник тюрьмы звонит губернатору с просьбой о помиловании Билла, утверждая, что успел хорошо познакомиться и с ним, и с его девушкой, которые стали для него как дети. Однако ввиду отсутствия новых улик губернатор отказывает в помиловании. Тем временем в камере капеллан (Уолтер Рид) утешает Билла, читая ему молитву. Парень повторяет за ним слова, однако отказывается признать свою вину в каком-либо грехе, и рассказывает священнику свою историю. Он считает, что никогда не получал от жизни того, что хотел, он хотел стать кем-то, но так и остался никем. Билл рассказывает, что пошёл служить в армию, так как хотел стать героем, однако его отправили в Теннесси, где он два года просидел в штабе за печатной машинкой и не стал даже капралом. Затем он устроился в газету, но там ему поручили вести колонку местных новостей, что не сулило никаких перспектив. А он хотел стать большим репортёром. В этот момент в камере начал мерцать свет, так как служащие тюрьмы приступили к наладке работы электрического стула, который в этот день будет использован впервые.
Тем временем в кафе «Попс», в котором расположено также местное почтовое отделение, собрались репортёры в ожидании тюремного автобуса, который должен отвезти их смотреть казнь. Попсу, хозяину кафе, который знает девушку и сочувствует ей, по телефону сообщают из тюрьмы, что автобус немного задерживается. Тем временем один из журналистов надиктовывает по телефону первый репортаж в свою газету с подзаголовком: «Всегда в мрачный день казни, кажется, что вместо того, чтобы восходить, солнце заходит». Хозяин кафе, у которого девушка с момента заключения парня, устроилась работать официанткой, глубоко сочувствует её горю. Остальные журналисты обсуждают между собой, что это будет первая казнь на электрическом стуле, и об этом запомнят, а о казнённом парне вскоре забудут. По просьбе начинающего репортёра остальные кратко рассказывают ему, что Билл был осуждён за убийство местного теневого политика и мафиозного главаря Тима Фаррела. Парень настаивал на своей версии произошедшего, однако копы ему не поверили. Хотя молодой репортёр сомневается в виновности Билла, более опытный коллега советует ему не пытаться судить уже осуждённого человека, а просто передавать новости.
Тем временем в тюрьме Билл просит капеллана выслушать правду об убийстве как «репетицию его слов перед Богом»: Разочарованный своим положением в газете, Билл решил подняться на новый уровень, и для этого самостоятельно сделать крупный разоблачительный материал о Тиме Фарреле. Удачно пройдя у Фаррела собеседование, Билл был взят на работу одним из его подручных. В день убийства Билл находился в квартире Фаррела. Услышав серию из шести выстрелов, Билл поспешил в комнату своего босса, который был уже мёртв. В этот момент Билла ударили по голове и он потерял сознание, не успев разглядеть убийцу. Когда Билл пришёл в себя, то в руках у него был пистолет, послуживший орудием убийства, а вокруг находилась полиция. Билл продолжает настаивать на том, что он невиновен, и капеллан говорит, что верит ему.
В кафе «Попс» один из репортёров обращает внимание на висящий на доске объявлений старый полицейский плакат из серии «Разыскиваются», на котором изображён гангстер «Пэррот» Ферруко, фирменный знак которого — убийство шестью выстрелами. Репортёр говорит, что можно было бы подумать, что это Пэррот убил Фаррела, однако самого Пэррота обнаружили убитым три года назад. Вскоре приехал заключённый по прозвищу 46-й (Перри Айвинс), который возит в тюрьму почту. Он проходил с Пэрротом по одному делу об убийстве и в своё время рассказывал Попсу, что Пэррот его подставил. Репортёры просят 46-го рассказать подробности того дела, однако заключённый молчит. Вскоре в кафе на обед заходят трое тюремных охранников, а затем приезжает трейлер транспортной компании Crow Line, из которого выходит водитель. Вслед за ним на машине подъезжает и глава компании, которого зовут Блэки (Ли Фредерикс). Попс рассказывает одному из репортёров, что многие грузовики этой фирмы были угнаны, и, как он предполагает, это делали люди Фаррела. 46-й внимательно смотрит на Блэки, пока тот раздаёт поручения водителям и пьёт кофе. Тем временем Попс рассказывает журналистам, что Билл и девушка выросли вместе, и всегда любили друг друга. Когда парня перевели в эту тюрьму, она сразу же устроилась к Попсу в кафе, чтобы быть ближе к любимому.
В тюрьме капеллан по просьбе Билла утешает девушку, призывая её помнить о том хорошем, что было у неё с любимым парнем. После того, как электрик завершает наладку оборудования, репортёров привозят в тюрьму и рассаживают в зале, чтобы они могли наблюдать за казнью. Перед выходом из камеры Билл в последний раз просит священника передать его девушке, что он всегда её любил и будет любить. Когда начальник тюрьмы уводит Билла к электрическому стулу, капеллан направляется к девушке, чтобы утешить её и вспомнить о самых приятых моментах в их жизни. Билла привязывают к электрическому стулу, и до времени казни остаются считанные минуты.
В кафе Попс и Блэки, взглянув на часы понимают, что согласно графику казнь уже должна была состояться. Попс рассказывает ему, что девушка очень любила Билла, однако Блэки равнодушно уходит за дальний столик. Тем временем 46-й, который внимательно следил за Блэки, приходит в очевидное нервное возбуждение. Он просит у Попса дать ему оружие, а когда тот отказывает, подходит к обедающим в кафе охранникам, заявляя, что Блэки и есть Пэррот. 46-й говорит, что хотя по сравнению с портретом на стене Блэки внешне сильно изменился, тем не менее он узнаёт его по жестикуляции и манере держаться. После того, как охранники отказываются ему поверить, 46-й подходит к Блэки, и показывая ему постер с портретом, называет его Пэррот и говорит, что узнал его. Не долго думая, Блэки достаёт пистолет и убивает 46-го шестью выстрелами в упор. Обедающие в кафе тюремные охранники набрасываются на Блэки и после драки связывают его. Тем временем в кафе возвращается автобус с репортёрами, которые рассказывают, что казнь перенесена на 20 минут в связи с неполадками в оборудовании. Охранники немедленно отправляют Блэки в тюрьму, где у него снимают отпечатки пальцев. Через несколько минут начальнику тюрьмы докладывают, что Блэки и есть Пэррот. Понимая, что ему не отвертеться по этому и предыдущим убийствам, а также, видимо, сочувствуя девушке, которая рыдает в соседней комнате, Пэррот сознаётся в том, что это он убил Фаррела, а Билл в этом убийстве не виновен. Далее он сообщает, что убил Фаррела, потому что тот похищал его грузовики. После этого убийства Пэррот имитировал свою смерть, сбросив в реку зацементированный труп другого человека, которого опознали как его, а затем сделал пластическую операцию, кардинально изменив свою внешность. В тот момент, когда репортёры уже заняли свои места в зрительном зале в ожидании повторения казни, начальник тюрьмы перекрывает электричество во всей тюрьме, тем самым опережая своего заместителя, который уже приготовился дать команду пустить ток. Вскоре в кабинет начальника тюрьмы заходит его заместитель, сообщая, что с Биллом всё в порядке. Узнав об этом, капеллан замечает, что «Бог всегда слышит», после чего сопровождает Билла к его любимой.

## В ролях
- Сэлли Парр — Девушка
- Филипп Шоун — Парень / Билл
- Уолтер Рид — капеллан
- Ли Фредерикс — Блэки
- Хаусли Стивенсон — Попс
- Говард Сент-Джон — начальник тюрьмы
- Луиз Лоример — жена начальника тюрьмы
- Рэймонд Брэмли — заместитель начальника тюрьмы
- Чарльз Мередит — репортёр, AP
- Кинг Донован — репортёр, National News Service
- Чарльз Арнт — репортёр, Globe Express
- Сэм Эдвардс — репортёр, Herald
- Перси Хелтон — репортёр, Feature Syndicate

## История создания фильма
Продюсер, сценарист и постановщик фильма Пол Слоун начал карьеру в кинематографе как сценарист в 1916 году. Начиная с 1925 по 1939 год, он также работал как режиссёр, поставив за этот период 24 картины, среди которых наиболее известны мелодрама «Утешительный брак» (1931) с Айрин Данн и криминальная мелодрама «Обвиняемая» (1933) с Кэри Грантом. После постановки вестерна «Джеронимо» в 1939 году, Слоун фактически ушёл из кино, вернувшись лишь в 1950 году для создания этого фильма, за которым последовала его последняя работа, совместная японо-американская военная мелодрама «Навеки, моя любовь» (1952).
Как сообщил журнал Variety в номере от 6 декабря 1949 года, специально для производства этого фильма продюсерами Полом Х. Слоуном и Хелен Х. Рэтвон была создана продюсерская компания Holiday Films.
23 ноября 1949 года в новостях Los Angeles Express сообщалось, что фильм стал продюсерским дебютом Рэтвон, а также кинодебютом для актёров Сэлли Парр и Филипа Шоуна.
По словам историка кино Дениса Шварца, «фильм основан на сходном подлинном деле, когда невинного парня подставили в убийстве». Фильм открывается следующим письменным прологом: «История и персонажи, которых вы увидите, вымышлены, но то, что происходит с парнем в этом фильме, действительно произошло с другим парнем в реальной жизни. Об этом широко рассказывалось в газетах — возможно, вы об этом вспомните».

## Оценка фильма критикой
После выхода на экраны фильм не привлёк к себе особого внимания критики, в свою очередь, современные историки кино дают ему весьма сдержанные оценки. Так, Хэл Эриксон охарактеризовал его как «криминальную мелодраму с сильными религиозными обертонами», а Спенсер Селби отметил, что «с помощью флэшбеков фильм рассказывает историю о приговорённом к смерти человеке, который был ложно обвинён в убийстве».
По мнению Дениса Шварца, благодаря «хорошо рассказанной истории» картина получилась «выше среднего для фильмов категории В». При этом Шварц оценил как «абсолютно пошлый» введённый в фильм «религиозный материал о том, что Бог слушает вас», а также заметил, что «актёрская игра оставляет желать значительно лучшего».
По мнению Майкла Кини фильм «скучный и утомительный», а Артур Лайонс назвал его «унылым», отметив далее, что в нём слишком много разговоров, а "сцены с циничным обменом репликами между репортерами являются плохой имитацией схожих сцен из фильма «Его девушка Пятница» (1940).
Среди актёров Эриксон выделил Сэлли Парр в роли «Девушки, которая верит в невиновность Парня (у персонажей нет имён, предположительно, это имеет символический смысл)», а также Уолтера Рида в роли «капеллана, которому всегда есть что сказать».